# Out of the Inkwell

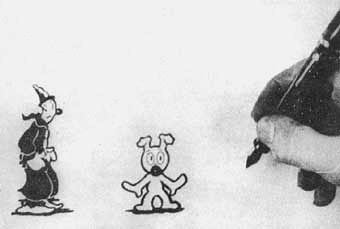
Une frame dessinée de la série

 Pour plus de détails, voir Fiche technique et Distribution
Out of the Inkwell est le nom d'une série de courts métrages d'animation de Max Fleischer ayant eu plusieurs personnages principaux dont Koko le Clown et Betty Boop. La série a été produite au sein des J. R. Bray Studios

## Historique
Entre 1914 et 1916, Fleischer produit à son compte trois courts métrages expérimentaux afin de démontrer l'utilité de son invention le rotoscope.
En 1919, Fleischer obtient un contrat pour en faire une véritable série, produite par Paramount pour la période 1919-1920 puis Goldwyn à partir de 1921.

## Filmographie

### Les années Bray Studio (1918-1920)
- 1918 : Electric Bell
- 1918 : Experiment No. 1
- 1919 : Experiment No. 2
- 1919 : Experiment No. 3
- 1919 : The Clown's Pup
- 1919 : The Tantalizing Fly
- 1919 : Slides
- 1920 : The Boxing Kangaroo
- 1920 : The Chinaman
- 1920 : The Circus
- 1920 : The Ouija Board
- 1920 : Le Petit frère du clown (The Clown's Little Brother)
- 1920 : Poker
- 1920 : Perpetual Motion
- 1920 : The Restaurant
- 1921 : Cartoonland
- 1921 : The Automobile Ride

### 1921-1926
- 1921 : Modeling
- 1921 : Fishing
- 1921 : Invisible Ink
- 1922 : The Fish
- 1922 : The Dresden Doll
- 1922 : The Mosquito
- 1922 : Bubbles, Flies
- 1922 : Pay Day
- 1922 : The Hypnotist
- 1922 : The Challenge
- 1922 : The Show
- 1922 : The Reunion
- 1922 : The Birthday
- 1923 : Jumping Beans
- 1923 : Surprise
- 1923 : The Puzzle
- 1923 : Trapped
- 1923 : The Battle
- 1923 : False Alarm
- 1923 : Balloons
- 1923 : The Fortune Teller
- 1923 : Shadows
- 1923 : Bed Time
- 1924 : The Laundry
- 1924 : Masquerade
- 1924 : The Cartoon Factory
- 1924 : Mother Gooseland
- 1924 : A Trip To Mars
- 1924 : A Stitch in Time
- 1924 : Clay Town
- 1924 : The Runaway
- 1924 : Vacation
- 1924 : Vaudeville
- 1924 : League of Nations
- 1924 : Sparring Partners
- 1924 : The Cure
- 1925 : Koko the Hot Shot
- 1925 : Koko the Barber
- 1925 : Big Chief Koko
- 1925 : The Storm
- 1925 : Koko Trains 'Em
- 1925 : Koko Sees Spooks
- 1925 : Koko Celebrates the Fourth
- 1925 : Koko Nuts
- 1925 : Koko on the Run
- 1925 : Koko Packs 'Em
- 1925 : Koko Eats
- 1925 : Koko's Thanksgiving
- 1925 : Koko Steps Out
- 1925 : Koko in Toyland
- 1925 : My Bonnie September
- 1926 : Koko's Paradise
- 1926 : Koko Baffles the Bulls
- 1926 : It's the Cats
- 1926 : Koko at the Circus
- 1926 : Toot Toot
- 1926 : Koko Hot After It
- 1926 : The Fadeaway
- 1926 : Koko's Queen
- 1926 : Koko Kidnapped
- 1926 : Koko the Convict
- 1926 : Koko Gets Egg-Cited

### Inkwell Imps (1927-1929)
- 1927 : Koko Back Tracks
- 1927 : Koko Makes 'Em Laugh
- 1927 : Koko in 1999
- 1927 : Koko the Kavalier
- 1927 : Koko Needles the Boss
- 1927 : Ko-Ko Plays Pool
- 1927 : Ko-Ko's Kane
- 1927 : Ko-Ko the Knight
- 1927 : Ko-Ko Hops Off
- 1927 : Ko-Ko the Kop
- 1927 : Ko-Ko Explores
- 1927 : Ko-Ko Chops Suey
- 1927 : Ko-Ko's Klock
- 1927 : Ko-Ko's Quest
- 1927 : Ko-Ko the Kid
- 1928 : Ko-Ko's Kink
- 1928 : Ko-Ko's Kozy Korner
- 1928 : Ko-Ko's Germ Jam
- 1928 : Ko-Ko's Bawth
- 1928 : Ko-Ko Smokes
- 1928 : Ko-Ko's Tattoo
- 1928 : Ko-Ko's Earth Control
- 1928 : Ko-Ko's Hot Dog
- 1928 : Ko-Ko's Haunted House
- 1928 : Ko-Ko's Lamp Aladdin
- 1928 : Ko-Ko Squeals
- 1928 : Ko-Ko's Field Daze
- 1928 : Ko-Ko Goes Over
- 1928 : Ko-Ko's Catch
- 1928 : Ko-Ko's War Dogs
- 1928 : Ko-Ko's Chase
- 1928 : Ko-Ko Heaves Ho
- 1928 : Ko-Ko's Big Pull
- 1928 : Ko-Ko Cleans Up
- 1928 : Ko-Ko's Parade
- 1928 : Ko-Ko's Dog Gone
- 1928 : Ko-Ko in the Rough
- 1928 : Ko-Ko's Magic
- 1928 : Ko-Ko on the Track
- 1928 : Ko-Ko's Act
- 1928 : Ko-Ko's Courtship
- 1929 : No Eyes Today
- 1929 : Noise Annoys Ko-Ko
- 1929 : Ko-Ko Beats Time
- 1929 : Ko-Ko's Reward
- 1929 : Ko-Ko's Hot Ink
- 1929 : Ko-Ko's Crib
- 1929 : Ko-Ko's Saxophonies
- 1929 : Ko-Ko's Knock Down
- 1929 : Ko-Ko's Signals
- 1929 : Ko-Ko's Conquest
- 1929 : Ko-Ko's Focus
- 1929 : Ko-Ko's Harem Scarum
- 1929 : Ko-Ko's Big Sale
- 1929 : Ko-Ko's Hypnotism
- 1929 : Chemical Ko-Ko